# Etna
Etna (łac. Aetna; scn. Mungibeddu, Muntagna lub Mongibello) – czynny stratowulkan we Włoszech, na wschodnim wybrzeżu Sycylii. Najwyższy i największy w Europie stożek wulkaniczny.
Etna zajmuje powierzchnię co najmniej 1250 km². Wulkan zaczął powstawać ok. 500 tys. lat temu. Pierwsze wzmianki o erupcjach pochodzą z ok. 1500 roku p.n.e. Szacuje się, że od tamtego czasu było ponad 200 wybuchów. Aktualna wysokość to ok. 3357 m n.p.m. (aktywność wulkanu powoduje zmiany wysokości ).
Od 1987 roku część obszarów Etny chroniona jest poprzez Park Regionalny Etna. W 2013 roku wulkan został wpisany na listę światowego dziedzictwa UNESCO.

## Etymologia
Jest kilka hipotez pochodzenia nazwy wulkanu.
Słowo może pochodzić od wymowy greckiego Aitna (Αίτνη) pochodzącego od słowa wywodzącego się z klasycznego języka greckiego αἴθω (aitho czyli ‘palić’).
Niemniej tę hipotezę odrzuca Adrian Room w swojej książce Placenames of the World i twierdzi, że Etna pochodzi od fenickiego słowa attano (‘piec, palenisko’).
Rzymianie nazywali Etnę – Aetna, natomiast Arabowie Dżabal al burkan lub Dżabal Aṭma Ṣiqilliyya (‘wulkan’ lub ‘najwyższa góra Sycylii’).
Później wulkan nazywano Mons Gibel, co było połączeniem dwóch słów określających górę – łacińskiego mons i arabskiego gibel.
Na Sycylii używane są również nazwy Mungibeddu (odniesienie do dwóch centralnych kraterów), Muntagna (w skrócie można to tłumaczyć jako góra) lub Mongibello. Według jednej z hipotez nazwa Mongibello wywodzi się od słowa Milciber (qui ignem mulcet – ‘kto uspokaja ogień’), jednej z łacińskich nazw góry, używanej, by zakląć destrukcyjne moce wulkanu. Współcześnie, nazwa Mongibello używana jest dla określenia samego szczytu Etny.

## Geologia

### Powstanie i budowa

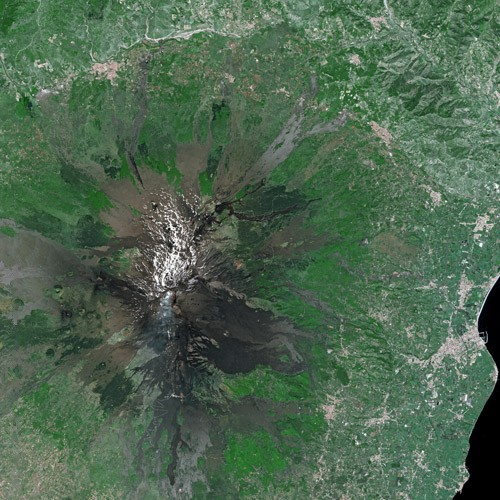
Zdjęcie satelitarne Etny

Powstawanie wulkanów w pobliżu strefy subdukcji

Stratowulkan powstał w późnym plejstocenie i holocenie, jest tym samym najstarszym stratowulkanem na Ziemi. Leży na geologicznie złożonym obszarze nad strefą subdukcji euroazjatyckiej i afrykańskiej płyty tektonicznej w okolicy trzech lokalnych uskoków Tindari-Giardini, Comiso-Messina, M. Kumeta-Alcantara na granicy podwodnej Skarpy Maltańskiej.
Pierwsze erupcje wulkanu miały miejsce u jego obecnych podstaw, gdzie wykryto obecność jednej ze skał bazaltowych – toleitu. Stanowią niewielki procent skał, z których zbudowany jest wulkan i powstały w wyniku podwodnych erupcji szczelinowych około 500 tysięcy lat temu.
Wulkan formował się w kierunku osi zachodniej i tak w wyniku kolejnych erupcji i wypełniania się zatoki zastygłą lawą powstał stożek wulkaniczny noszący nazwę Callanna (ok. 168–100 tys. lat temu), przez kolejne lata w kierunku zachodnim uformowały się stożki Trifoglietto I, który został pokryty przez Trifoglietto II (ok. 80–64 tys. lat temu). W wyniku zapadnięcia się Trifoglietto II powstała kaldera Valle del Bove.
Wulkan zaczął formować się ok. 34–30 tys. lat temu. Powstały stożek Ellittico w wyniku potężnej eksplozji ok. 20–15 tys. lat temu utworzył kalderę o średnicy ok. 4 km o tej samej nazwie. W miejscu tej kaldery zaczął powstawać stożek Mongibello, który dziś góruje nad Sycylią.
Wulkan zbudowany jest głównie z trachitów i bazaltów.

### Obecny kształt
Etna zajmuje powierzchnię co najmniej 1250 km² przy obwodzie ponad 135 km. Stratowulkan rozciąga się od północy na południe i przypomina kształtem elipsę o wymiarach 47 na 38 km. Na wschodnim stoku widoczna jest charakterystyczna kaldera Valle del Bove o stromych ścianach, głębokości do 1000 m i wymiarach około 5 × 10 km w kształcie podkowy otwartej na wschód. Kaldera zajmuje powierzchnię 35 km² przy obwodzie około 18 km.
Wysokość Etny sięga ok. 3340 m n.p.m. (północno-wschodni krater) i jest to wartość, która z uwagi na aktywność wulkanu ulega ciągłym zmianom. W 1932 roku podawano wysokość 3263 m, w 2004 roku – 3350 m natomiast w 1865 roku – prawdopodobnie ok. 3390 m
Etna ma cztery główne kratery:
- Bocca Nuova oraz Voragine, które utworzyły się z centralnego krateru odpowiednio w 1945 i 1968 roku
- Krater północno-wschodni, który powstał w 1911 roku (tu jest najwyższy punkt wulkanu Etna)
- Krater południowo-wschodni, który powstał w 1971 roku

Na zboczach Etny można znaleźć ponad 270 innych nieaktywnych już kraterów bocznych.

## Erupcje

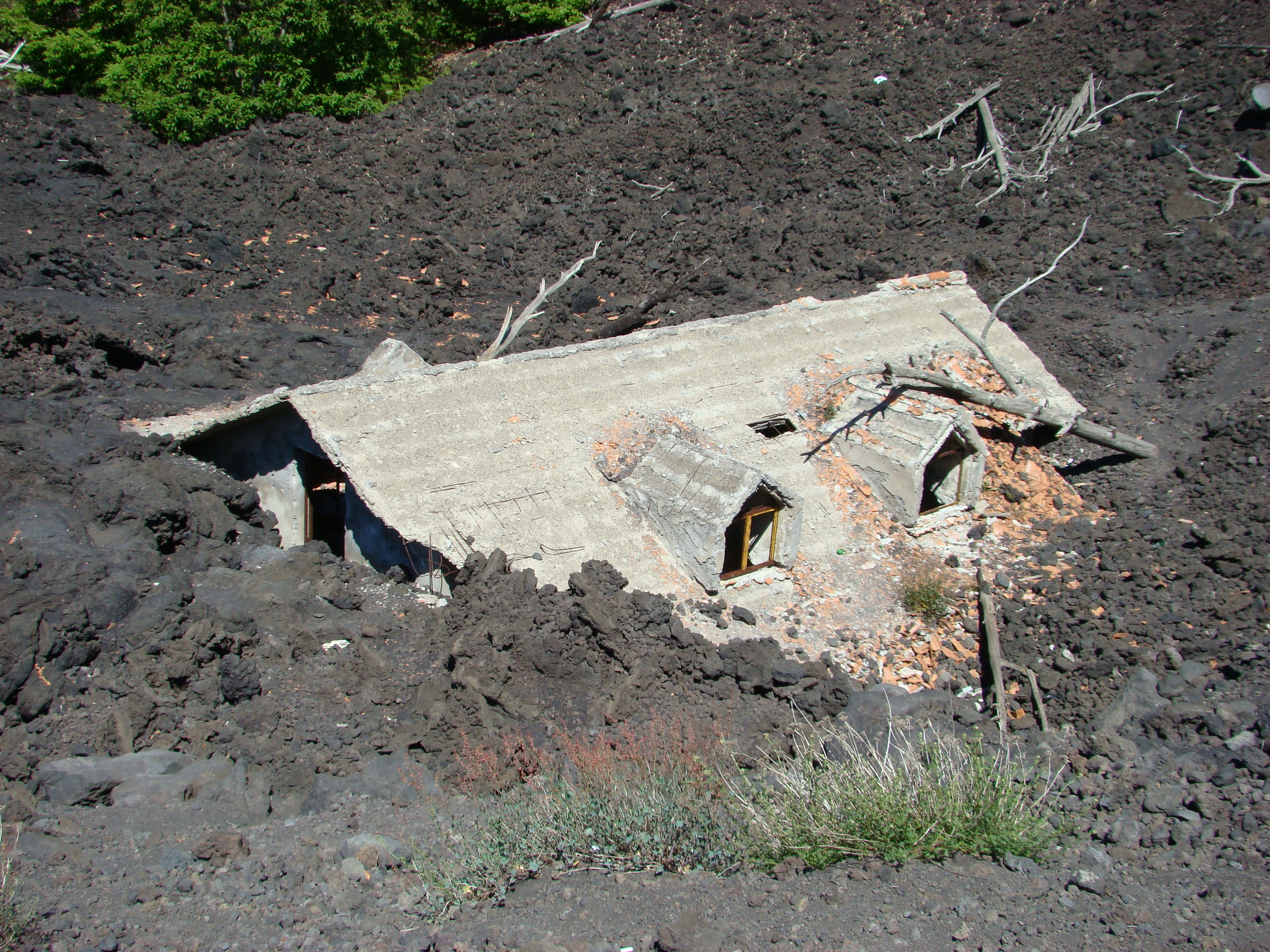
Dom zniszczony przez lawę na zboczach Etny

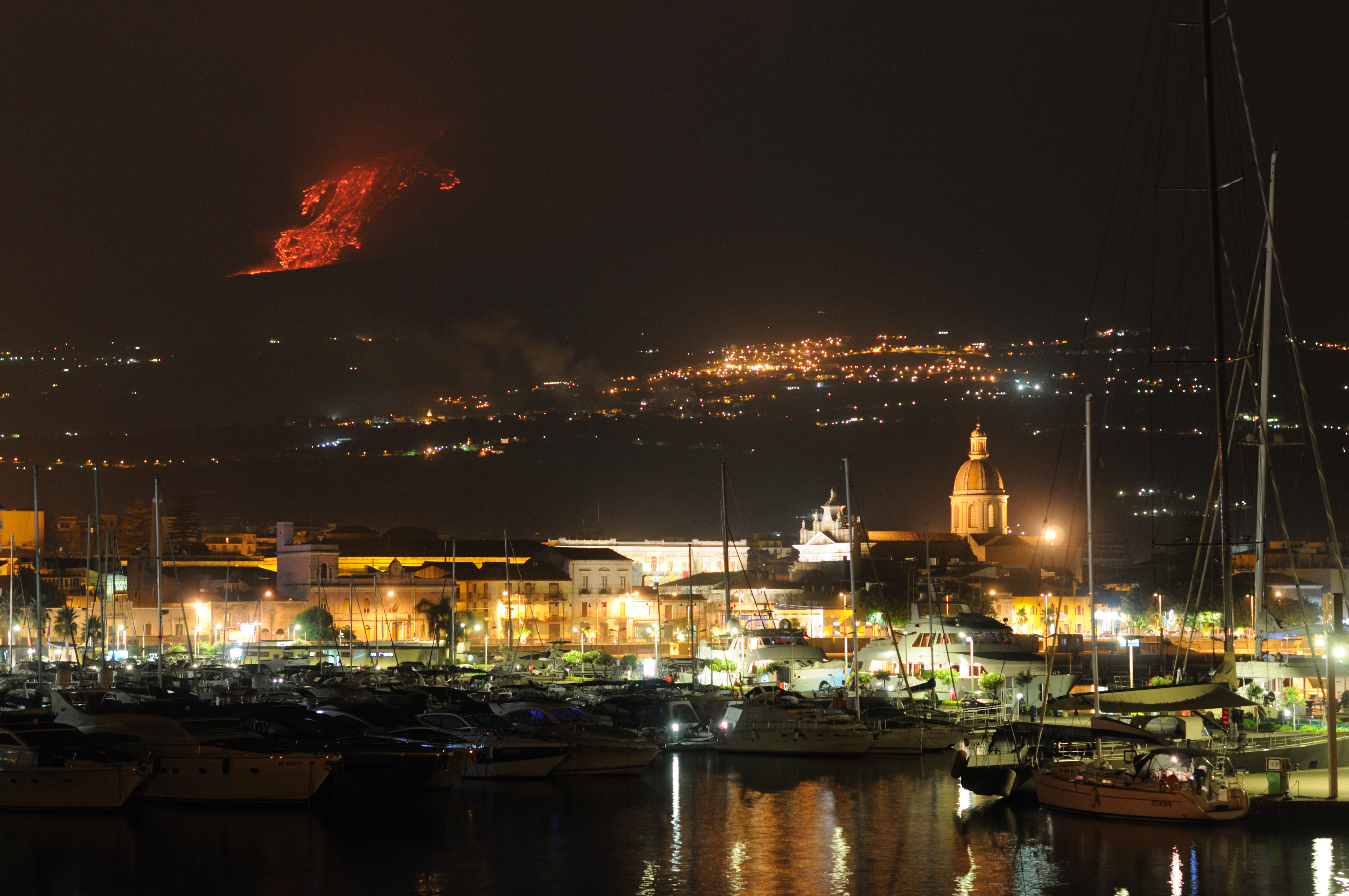
Katania z widoczną w tle płynącą lawą

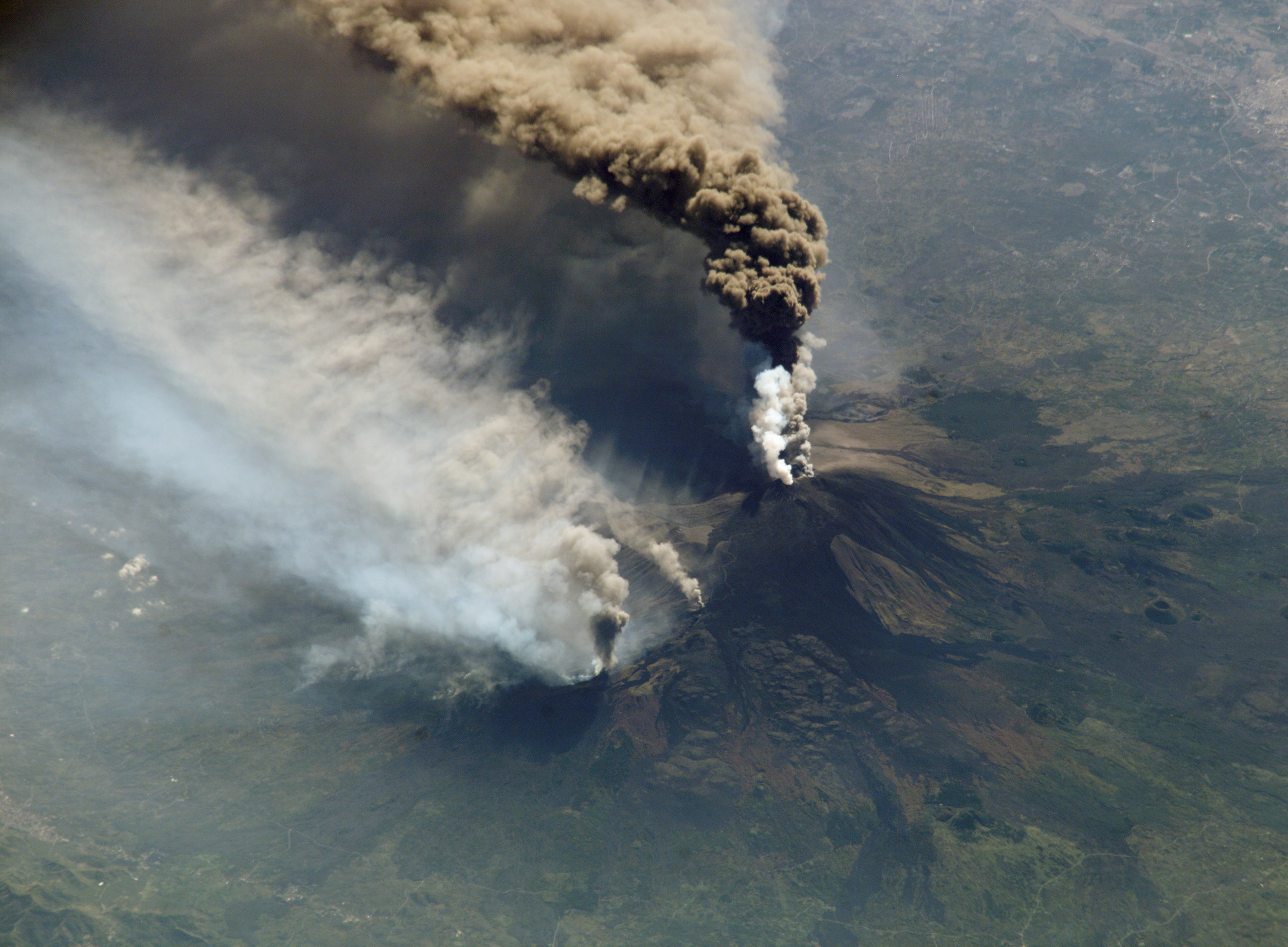
Erupcja z 2002 roku

Etna jest jednym z najbardziej aktywnych wulkanów na świecie. Przez prawie cały czas można obserwować jego aktywność w postaci wydobywających się gazów i pary, a w czasie erupcji wyrzucanie materiałów piroklastycznych w tym bomb wulkanicznych czy popiołu.
W rejonie wulkanu zamieszkuje odpowiednio:
- w odległości 5 km – 78 osób;
- w odległości 10 km – 3291 osób;
- w odległości 30 km – 1 016 540 osób;
- w odległości 100 km – 3 052 770 osób.

Bezpośrednio u podnóża wulkanu położone są miejscowości: Adrano, Belpasso, Biancavilla, Bronte, Castiglione di Sicilia, Giarre, Linguaglossa, Maletto, Mascali, Milo, Nicolosi, Pedara, Piedimonte Etneo, Ragalna, Randazzo, Sant’Alfio, Santa Maria di Licodia, Trecastagni, Viagrande, Zafferana Etnea. Według danych z 2001 roku łączna liczba mieszkańców tych gmin wynosiła 213 228, najwięcej w leżącym po południowej stronie wulkanu Adrano – 34 490.
Aktywność wulkaniczna Etny jest jedną z najlepiej udokumentowanych na świecie. Pierwsze wzmianki o erupcjach pochodzą z około 1500 roku p.n.e.; szacuje się, że od tamtego czasu miało miejsce ponad 200 wybuchów. W latach od 1500 p.n.e. do 1699 n.e – 71 erupcji, z czego 14 przed narodzeniem Chrystusa. Za najpotężniejszą uważa się erupcję trwającą od 11 marca do 11 lipca 1669 roku, w trakcie której wulkan wyrzucił ogromne ilości lawy (pokryła ona powierzchnię około 37 km²) i materiału piroklastycznego. Lawa pokonała ok. 16 km, niszcząc po drodze kilka wsi. Ostatecznie dotarła do morza oraz Katanii, częściowo ją niszcząc. Podczas tej erupcji próbowano zmienić bieg płynącej lawy poprzez wykopanie rowu; była to pierwsza taka próba na świecie.

### Erupcje do 1579 roku
Potwierdzone daty historycznych erupcji do roku 1579:
| - 1400 p.n.e - 695 p.n.e - sierpień 479 p.n.e - 475 p.n.e - marzec – kwiecień 425 p.n.e - 396 p.n.e - 140 p.n.e - 135 p.n.e - 122 p.n.e - 49 p.n.e - 44 p.n.e - 36–35 p.n.e - 32 p.n.e - około 10–20 n.e - 38–40 n.e | - 1–9 lutego 252 n.e - 1062–1064 n.e - 4 lutego 1169 n.e - 1284–1285 n.e - 28 lipca – sierpień 1329 n.e - 5–6 sierpnia 1381 n.e - 8–25 listopada 1408 n.e - 1444 n.e - 25 września 1446 n.e - 21 września 1447 n.e - 1493–1500 n.e - 22 marca – kwietnia 1536 n.e - 10 maja – lipca/sierpnia 1537 n.e - listopad/grudzień 1566 n.e - wrzesień 1579 n.e |

### Erupcje od 1603
Potwierdzone erupcje od roku 1603:
| lp | data                                                        | wypływ lawy (mln m³) | materiał piroklastyczny (mln m³) |
| -- | ----------------------------------------------------------- | -------------------- | -------------------------------- |
| 1  | 1603–1610                                                   | brak danych          | brak danych                      |
| 2  | od 28 lipca 1607                                            | brak danych          | brak danych                      |
| 3  | 6 lutego – 3 maja 1610                                      | 30                   | 3                                |
| 4  | 3 maja – 15 sierpnia 1610                                   | 90                   | 0-1                              |
| 5  | 1 lipca 1614–1624                                           | 1000                 | 2                                |
| 6  | 1619                                                        | brak danych          | brak danych                      |
| 7  | 18 grudnia 1634 – lipiec 1636                               | 180                  | 1                                |
| 8  | 20 listopada 1646 – 17 stycznia 1647                        | 160                  | 7                                |
| 9  | 17 stycznia 1651–1653                                       | 500                  | brak danych                      |
| 10 | 11 marca – 11 lipca 1669                                    | 600                  | 250                              |
| 11 | wrzesień 1682                                               | brak danych          | brak danych                      |
| 12 | 14 marca 1689                                               | 20                   | brak danych                      |
| 13 | 9, 11 stycznia 1693                                         | brak danych          | brak danych                      |
| 14 | 8 marca – 8 maja 1702                                       | 30–40                | brak danych                      |
| 15 | 1723–1724, 1732–1765                                        | 90                   | brak danych                      |
| 16 | 10–15 marca 1755                                            | 5                    | brak danych                      |
| 17 | 6 lutego – 15 marca 1763                                    | 15                   | 2                                |
| 18 | 19 czerwca – 10 września 1763                               | 65                   | 35                               |
| 19 | 28 kwietnia – 7 listopada 1766                              | 125                  | 2                                |
| 20 | 18–31 maja 1780                                             | 25                   | 1                                |
| 21 | 17–19 lipca 1787                                            | 7                    | brak danych                      |
| 22 | 12 czerwca 1792 – maj 1793                                  | 90                   | 1                                |
| 23 | 1798–1809                                                   | brak danych          | brak danych                      |
| 24 | 15–16 listopada 1802                                        | 5                    | 1                                |
| 25 | 27 marca – 9 kwietnia 1809                                  | 35                   | 2                                |
| 26 | 27 października 1811 – 24 kwietnia 1812                     | 45                   | 4                                |
| 27 | 27 maja – 1 sierpnia 1819                                   | 50                   | 4                                |
| 28 | 1827–1833                                                   | brak danych          | brak danych                      |
| 29 | 1–22 listopada 1832                                         | 50                   | 3                                |
| 30 | 1838–1839, 1842                                             | 20                   | brak danych                      |
| 31 | 17–28 listopada 1843                                        | 55                   | 3                                |
| 32 | 20 sierpnia 1852 – 27 maja 1853                             | 125                  | 12                               |
| 33 | lipiec 1863                                                 | 1                    | 1                                |
| 34 | 30 stycznia – 28 czerwca 1865                               | 90                   | 4                                |
| 35 | 27 listopada – 8 grudnia 1868                               | 0                    | brak danych                      |
| 36 | 29 sierpnia 1874                                            | 2                    | 1                                |
| 37 | 26–27 maja 1879                                             | 2                    | 0–1                              |
| 38 | 26 maja – 6 czerwca 1879                                    | 23                   | 20                               |
| 39 | 22–24 marca 1883                                            | 0–1                  | 0–1                              |
| 40 | 18 maja – 7 czerwca 1886                                    | 50                   | 10                               |
| 41 | 9 lipca – 29 grudnia 1892                                   | 135                  | 8                                |
| 42 | 1893–1907                                                   | 0–1                  | brak danych                      |
| 43 | 29, 30 kwietnia – maja, lipca 1908                          | 2                    | 0–1                              |
| 44 | 23 marca – 18 kwietnia 1910                                 | 51                   | 0–1                              |
| 45 | 27 grudnia 1910 – 17 lutego 1911                            | 0–1                  | brak danych                      |
| 46 | 10–21 września 1911                                         | 41                   | 1                                |
| 47 | 1912–1923                                                   | brak danych          | brak danych                      |
| 48 | 29 listopada 1918                                           | 5                    | brak danych                      |
| 49 | 17 czerwca – 18 lipca 1923                                  | 63                   | 0–1                              |
| 50 | 2–20 listopada 1928                                         | 33                   | 1                                |
| 51 | 1923–1942                                                   | brak danych          | brak danych                      |
| 52 | 30 czerwca 1942                                             | 3                    | 0–1                              |
| 53 | 24 stycznia – 10 marca 1947                                 | 10                   | 0-1                              |
| 54 | 1–3 grudnia 1949                                            | 5                    | brak danych                      |
| 55 | 25 listopada 1950 – 2 grudnia 1951                          | 137                  | 1                                |
| 56 | 29 czerwca 1955 – luty 1964                                 | 250                  | brak danych                      |
| 57 | 10 stycznia 1966 – marzec 1971                              | 10                   | 20                               |
| 58 | 5 kwietnia – 12 czerwca 1971                                | 43                   | 2                                |
| 59 | 30 stycznia – 17 lutego, 11–29 marca 1974                   | 4                    | 2                                |
| 60 | 28 września 1974 – 8 stycznia 1977                          | 70                   | 0–1                              |
| 61 | 16 czerwca 1977 – 28 marca 1978                             | brak danych          | brak danych                      |
| 62 | 29 kwietnia – 5 lipca, 23–29 sierpnia, 23–29 listopada 1978 | 30                   | brak danych                      |
| 63 | 3–9 sierpnia 1979                                           | 10                   | brak danych                      |
| 64 | 1, 6 września 1980 – 5, 7 lutego 1980                       | 13                   | brak danych                      |
| 65 | 17–22 marca 1981                                            | 18                   | 1                                |
| 66 | 28 marca – 6 sierpnia 1983                                  | 79                   | 0–1                              |
| 67 | 29 kwietnia – 16 października 1984                          | 15                   | brak danych                      |
| 68 | 10 marca – 13 czerwca 1985                                  | 25                   | 0–1                              |
| 69 | 25–31 grudnia 1985                                          | 0–2                  | brak danych                      |
| 70 | 14–24 września 1986                                         | 0–1                  | 1                                |
| 71 | 30 października 1986 – 25 lutego 1987                       | 71                   | 2                                |
| 72 | 27 września – 9 października 1986                           | 43                   | 0–1                              |
| 73 | 4,11,14 stycznia; 1 lutego 1990                             | 2                    | 2                                |
| 74 | 14 grudnia 1991 – 31 marca 1993                             | 231                  | 0–1                              |
| 75 | 1995–1999                                                   | 7                    | 10                               |
| 76 | 4 lutego – 5 listopada 1999                                 | 32                   | 0–1                              |
| 77 | 4 września 1999                                             | 0–1                  | 3                                |
| 78 | 17–31 października 1999                                     | 17                   | brak danych                      |
| 79 | 2000–2001                                                   | 46                   | 12                               |
| 80 | 17 czerwca – 9 sierpnia                                     | 25                   | 5                                |
| 81 | 27 października – 28 stycznia 2003                          | 40                   | 30                               |
| 82 | 8 marca – 9 listopada 2003                                  |                      |                                  |
| 83 | 12–14 lutego 2004                                           |                      |                                  |
| 84 | 7 września 2004 – 8 marca 2005                              |                      |                                  |
| 85 | 16–22 grudnia 2005                                          |                      |                                  |
| 86 | 14 lipca – 15 grudnia 2006                                  | 45                   |                                  |
| 87 | 19 marca 2007 – maj 2008                                    | 45                   |                                  |
| 88 | 13 maja 2008 – 4 lipca 2009                                 |                      |                                  |
| 89 | 8 kwietnia 2010                                             |                      |                                  |
| 90 | 25 sierpnia 2010 – 27 kwietnia 2013                         |                      |                                  |
| 91 | 3 września 2013                                             |                      |                                  |
| 92 | 4 lipca 2024                                                |                      |                                  |

## Park Regionalny Etna
17 marca 1987 roku został utworzony obszar chroniony obejmujący wulkan w postaci Parku Regionalnego Etna. Park został utworzony w celu ochrony krajobrazu w związku ze wzrastającą obecnością człowieka. Powierzchnia parku wynosi 580 km² i leży on na terenach gmin: Adrano, Belpasso, Biancavilla, Bronte, Castiglione di Sicilia, Giarre, Linguaglossa, Maletto, Mascali, Milo, Nicolosi, Pedara, Piedimonte Etneo, Ragalna, Randazzo, Sant’Alfio, Santa Maria di Licodia, Trecastagni, Viagrande, Zafferana Etnea.

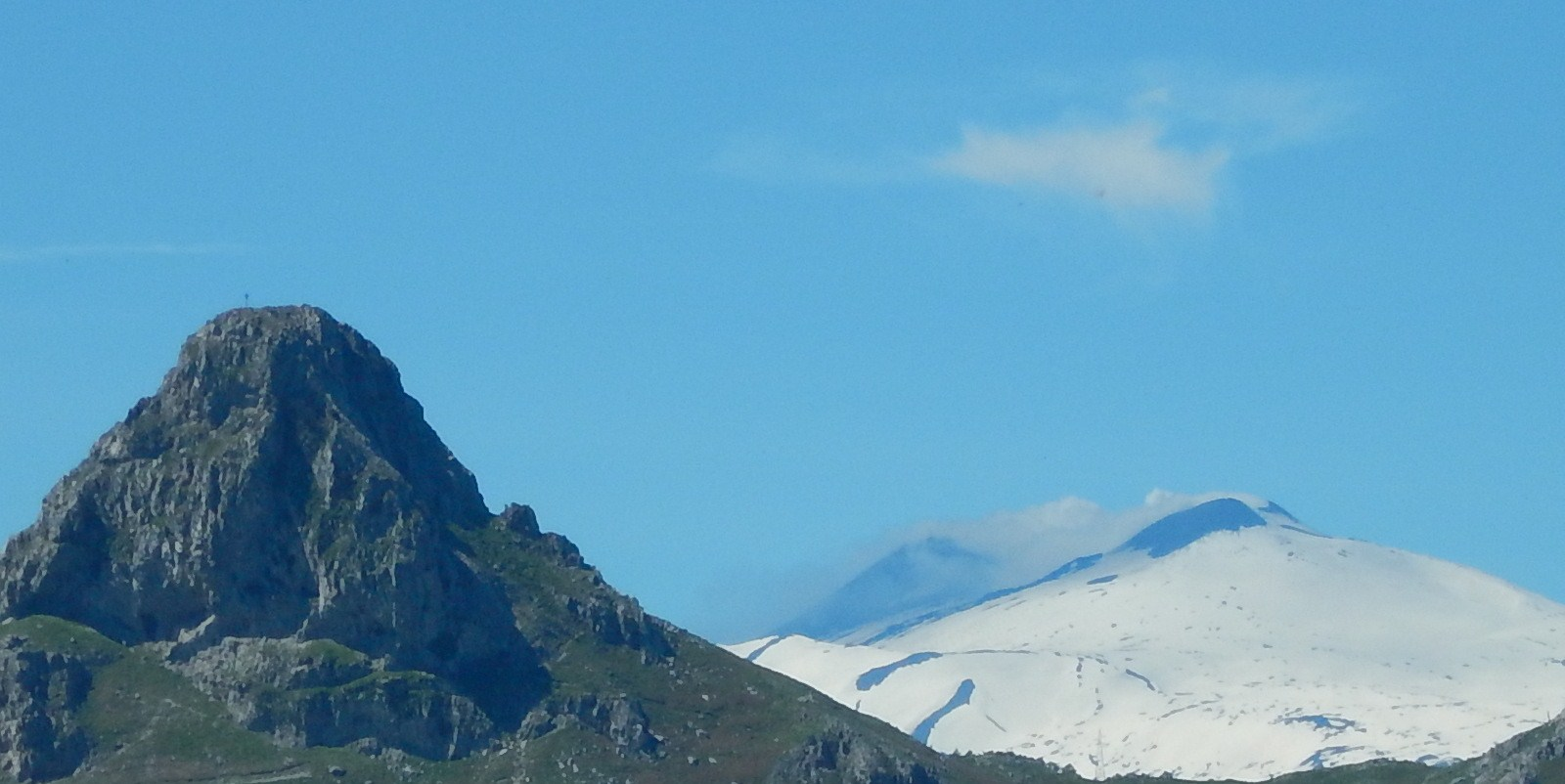
Etna i Rocca di Salvatesta, Góry Pelorytańskie

Na terenie parku jest blisko 200 jaskiń utworzonych przez płynącą lawę, które wykorzystywane były przez ludzi jako schronienie, miejsca pochówków i do składowania śniegu.
W 2013 roku wulkan został wpisany na listę światowego dziedzictwa UNESCO.

## Flora
Łączna liczba gatunków roślin na terenie samego parku wynosi około 430, z czego 35 gatunków endemicznych dla Sycylii i Włoch oraz 12 dla obszaru Etny. Występowanie roślinności wokół wulkanu zależne jest głównie od wysokości. Wyróżnić można cztery główne strefy:
- strefa roślinności rozciągająca się poniżej 1000–1100 m n.p.m.
- strefa roślinności rozciągająca się od ok. 1000–1100 do ok. 1400–1450 m n.p.m.
- strefa roślinności rozciągająca się od ok. 1400–1450 do ok. 2200–2250 m n.p.m.
- strefa roślinności najwyższa rozciągająca się powyżej 2200–2250 m n.p.m.

### Strefa do 1000–1100 m n.p.m.
Obszary te zostały głównie zdominowane przez roślinność rozpowszechnioną przez człowieka. Są gaje cytrusowe, oliwne, migdałowe, pistacjowe oraz drzewa owocowe. Można natrafić na Euphorbia dendroides z rodziny wilczomleczowate, Genista aetnensis z janowców, dąb ostrolistny, chmielograb europejski, wawrzyn szlachetny, wiązowiec południowy, Celtis tournefortii z wiązowców, pistacja terpentynowa czy dąb burgundzki.

### Strefa od ok. 1000–1100 do ok. 1400–1450 m n.p.m.

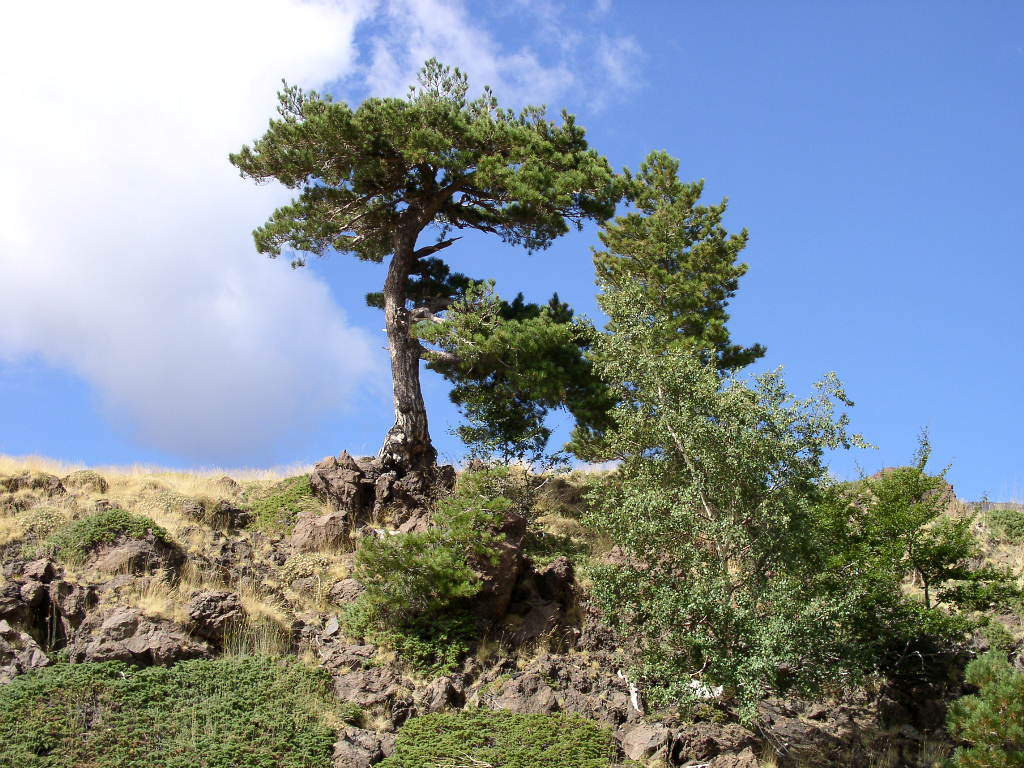
Sosna czarna na stoku Etny

W tym pasie wysokości można spotkać takie gatunki roślin jak: endemiczna Betula aetnensis (brzoza), sosna czarna, buk zwyczajny, topola osika, kasztan jadalny czy występujące na starych podłożach lawy dąb ostrolistny. Z mniejszych roślin orlica pospolita, omieg wschodni, klinopodium pospolite czy Daphne laureola z rodzaju wawrzynek.

### Strefa od ok. 1400–1450 do ok. 2200–2250 m n.p.m.
Strefa ta jest określana jako pas lasów bukowych. Lasy bukowe głównie można spotkać na stokach północnym i północno-wschodnim. Pojedyncze drzewa można spotkać nawet na 2400 m. Obecność buków na tej wysokości i szerokości geograficznej jest wyjątkowa dla całej Europy. Oprócz buków można natrafić na sosnę czarną czy brzozę. Z mniejszych roślin Berberis aetnensis z rodzaju berberys, jałowiec pospolity, mydlnica sycylijska czy szczaw Rumex aetnensis.

### Strefa roślinności powyżej 2200–2250 m n.p.m.
Na tych wysokościach występują już zazwyczaj murawy wysokogórskie, powyżej ok. 3000 m dominuje zastygła lawa i tzw. pustynia wulkaniczna.
Niemniej mimo niesprzyjających warunków występują takie gatunki roślin jak endemiczna Astracantha sicula. Na skałach można natrafić na Berberis aetnensis. Ponadto Genista aetnensis, Adenocarpus bivonii, wiechlina cebulkowata czy Galium aetnicum z rodzaju przytulia. Powyżej ok. 2450 m roślinność zaczyna występować rzadziej, na wysokości 2900–2950 m można natrafić jeszcze na Hypochoeris robertia z rodzaju prosienicznik czy endemiczne Anthemis aetnensis (rumian), Senecio aetnensis, Rumex aetnensis, Cerastium aetneum.
Oprócz tego, w niższych partiach tej strefy występują pojedyncze buki i osiki.

## Fauna
Duży obszar, zróżnicowanie wysokości oraz terenów (lasy, bagna, łąki czy skalne półki) mają wpływ na dużą bioróżnorodność zwierząt zamieszkujących obszar Etny. Można tym samym wyróżnić wiele gatunków ssaków, ptaków oraz gadów i płazów.

### Ssaki

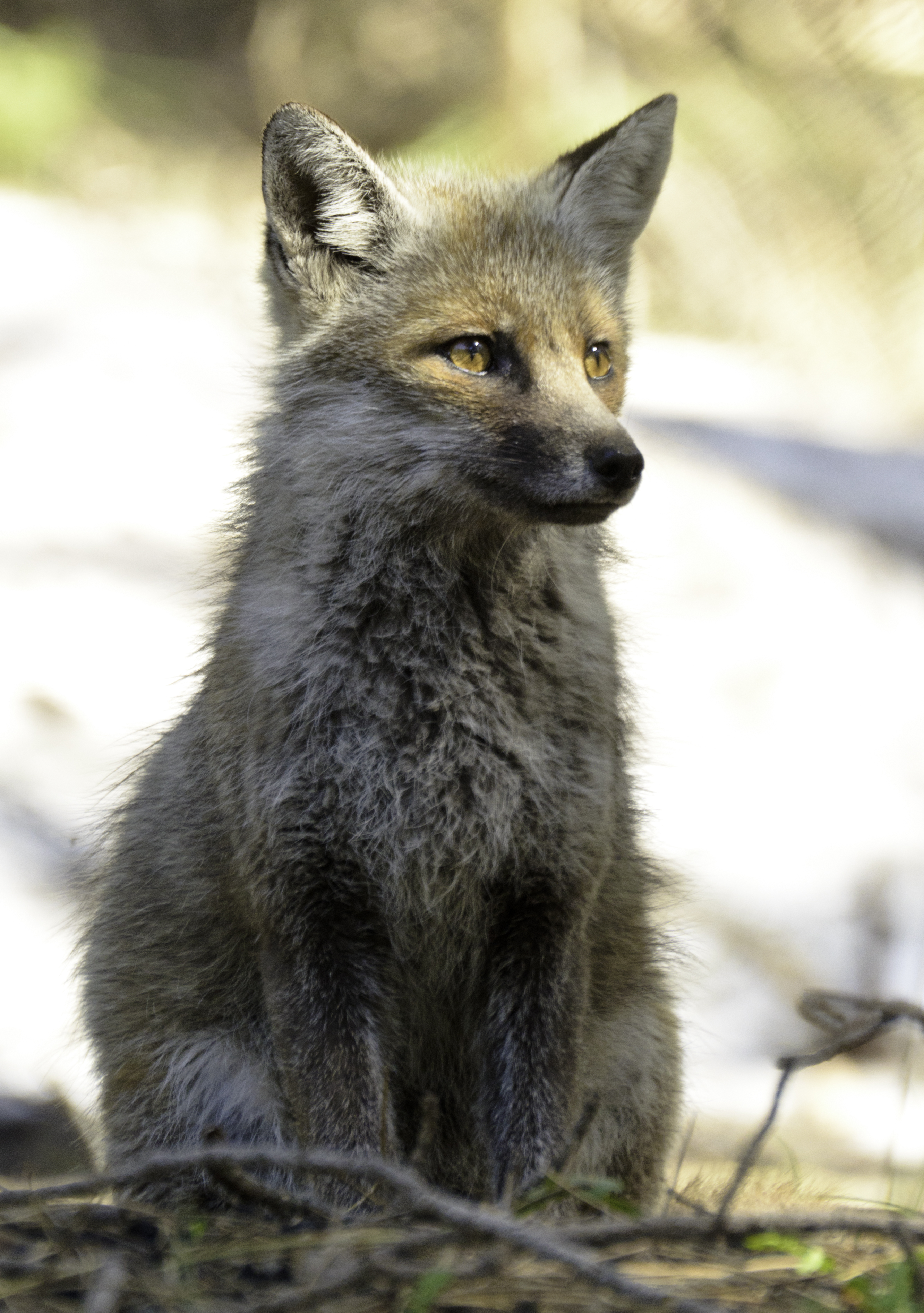
Lis rudy na południowym zboczu Etny

Z ssaków spotkać można spotkać takie gatunki jak: lis rudy, żbik europejski, łasica pospolita, tchórz zwyczajny, kuna leśna, popielica szara, żołędnica europejska, jeżozwierz afrykański, kret apeniński, jeż zachodni, Lepus corsicanus z rodziny Lepus, królik europejski. Do tego osiem gatunków nietoperzy, w tym: borowiec wielki, nocek duży, gacek brunatny czy Miniopterus schreibersii.

### Awifauna
Więcej niż połowa ptaków gniazdujących na Sycylii, gniazduje w okolicy wulkanu Etna, są to m.in. takie gatunki jak: płomykówka zwyczajna, pójdźka zwyczajna, syczek zwyczajny, uszatka zwyczajna, pustułka zwyczajna, puszczyk zwyczajny, sokół wędrowny, myszołów zwyczajny, krogulec zwyczajny, orzeł przedni, dudek, sosnówka, wierzbówka zwyczajna, czapla nadobna, potrzeszcz i wiele innych.

### Gady i płazy
Z gadów takie gatunki jak: żółw błotny, żółw grecki, gekon turecki, gekon murowy, zaskroniec zwyczajny, gniewosz plamisty, natomiast z płazów podgatunek salamandry plamistej – Salamandra salamandra gigliolii, ropucha szara, ropucha zielona czy Discoglossus pictus z rodzaju Discoglossus.

## Turystyka i rolnictwo

### Turystyka

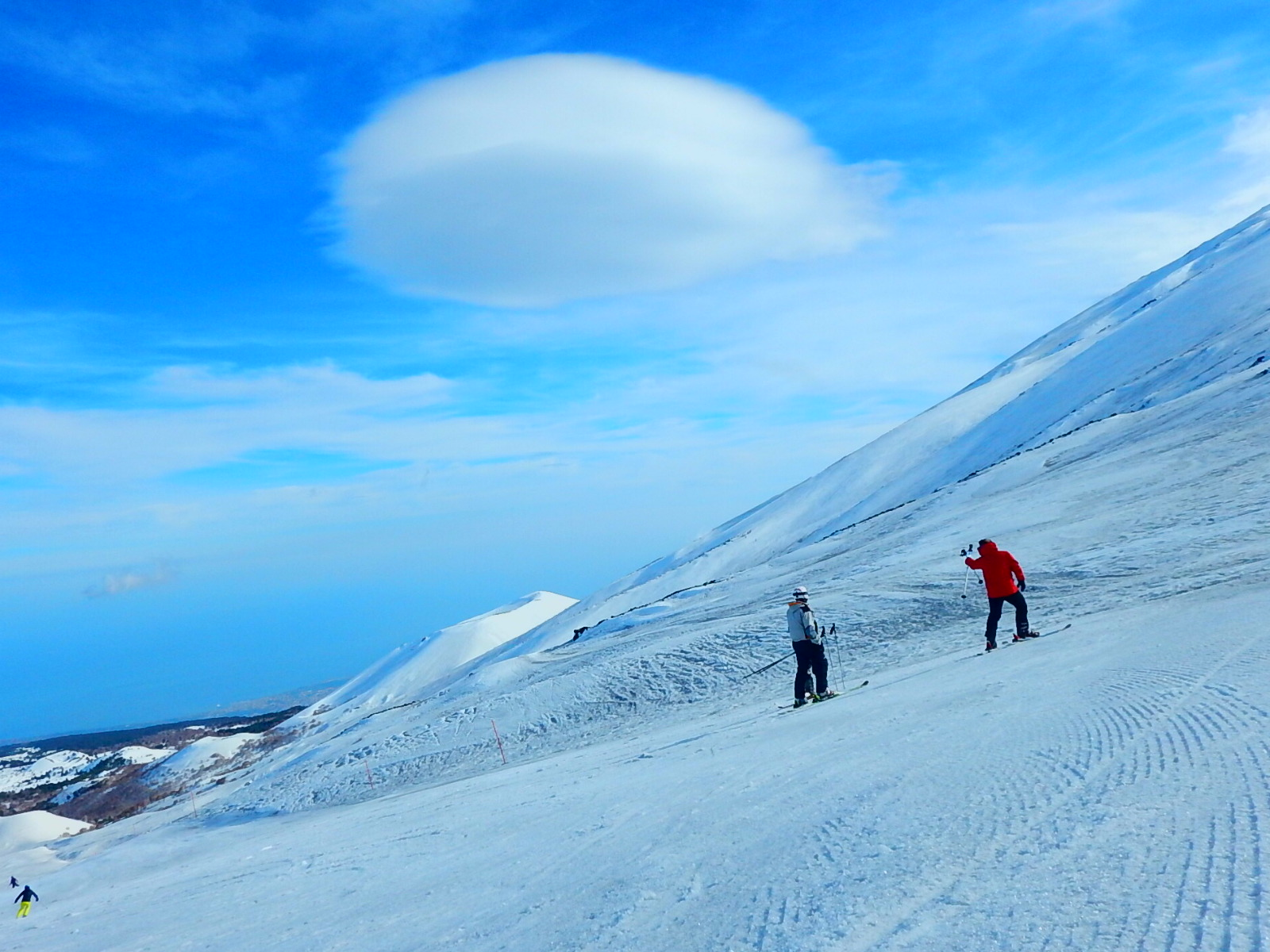
Stok narciarski na zboczu Etny

Etna odgrywa ważną rolę dla turystyki na Sycylii, a przede wszystkim dla prowincji Katania. Zimą zaśnieżony szczyt i zbocza przyciągają narciarzy, jednym z kurortów narciarskich leżącym na północnym stoku jest Piano Provenzana z 5 wyciągami i 4 trasami w Linguaglossa. Do tego wiele okolicznych muzeów, a przede wszystkim krajobraz wulkanu z możliwością wycieczek pieszych, rowerowych i konnych wpływa na liczbę turystów.
Według danych dotyczących przepływu turystów dla Parku Regionalnego Etna pomiędzy 2001 a 2007 rokiem zanotowano 77% przyrost liczby turystów, natomiast względem 2007 a 2010 z kolei spadek o 11%. W 2010 roku liczba turystów wynosiła 79 tysięcy, natomiast liczba dób hotelowych 255 tysięcy (64% turystów skorzystało z hoteli 3-gwiazdkowych. Poniżej dane z poszczególnych lat:
|                 | 2001    | 2002    | 2003    | 2004    | 2005    | 2006    | 2007    | 2008    | 2009    | 2010    |
| --------------- | ------- | ------- | ------- | ------- | ------- | ------- | ------- | ------- | ------- | ------- |
| Liczba turystów | 70 036  | 72 639  | 84 130  | 102 588 | 109 009 | 116 583 | 113 109 | 92 467  | 83 351  | 79 178  |
| Doby hotelowe   | 196 266 | 199 838 | 252 492 | 288 234 | 320 921 | 337 559 | 347 350 | 317 860 | 280 562 | 255 471 |

### Rolnictwo
Z uwagi na żyzną glebę zbocza oraz rejony obszaru wulkanu Etna wykorzystywane są do uprawy winorośli, pomarańczy czy oliwek.
Winnicom powstającym na zboczach Etny od wieków (Grecy posiadali winnice już w VI w. p.n.e.) sprzyja żyzna wulkaniczna gleba (skały magmowe pokryte cienką warstwą gleby) oraz duża dobowa różnica temperatur – dzięki czemu winogrona długo dojrzewają (zbiór z najwyżej położonych winnic odbywa się w drugiej połowie listopada). Winnice zajmują obszar około 2900 hektarów z czego 1100 w apelacji DOC Etna. Główni producenci wina z Etny: Benanti, Tenuta delle Terre Nere, Passopisciaro czy Cottanera.
Oprócz winnic, zbocza wulkanu Etna pełne są gajów oliwnych, cytrusowych czy figowych. Gaje cytrusowe występują od poziomu morza do ok. 550 m. Podobnie jak w przypadku winnic, gaje oliwne czy figowe były uprawiane już przez Greków po skolonizowaniu Sycylii.

## Mitologia
Według mitologii greckiej wulkan Etna powstał w konsekwencji walki Zeusa z Tyfonem. Zeus pokonał Tyfona przywalając go górą Etna. Erupcje wulkanu to płomienie, jakie wyziewa potwór lub resztki piorunów Zeusa.
Prawdopodobnie wulkan jest miejscem, gdzie Hefajstos miał jedną ze swoich kuźni.
Możliwe również, że Demeter, szukając córki, odpaliła pochodnie od ogni wulkanu Etna.